# Norfolský teriér
Norfolk teriér, počeštěle též norfolský teriér (anglicky: Norfolk terrier), je malé psí plemeno původem z Anglie. Jedná se o přátelského a hravého společníka, který se dříve využíval jen jako krysař. Mezinárodní kynologická federace (FCI) toto plemeno uznává a řadí jej do skupiny teriéři, sekce malí teriéři. Číslo oficiálního standardu je 322.

## Historie

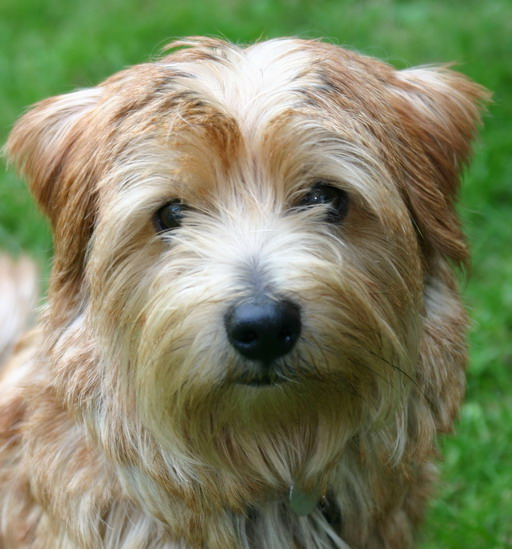
Hlava norfolk teriéra zpředu

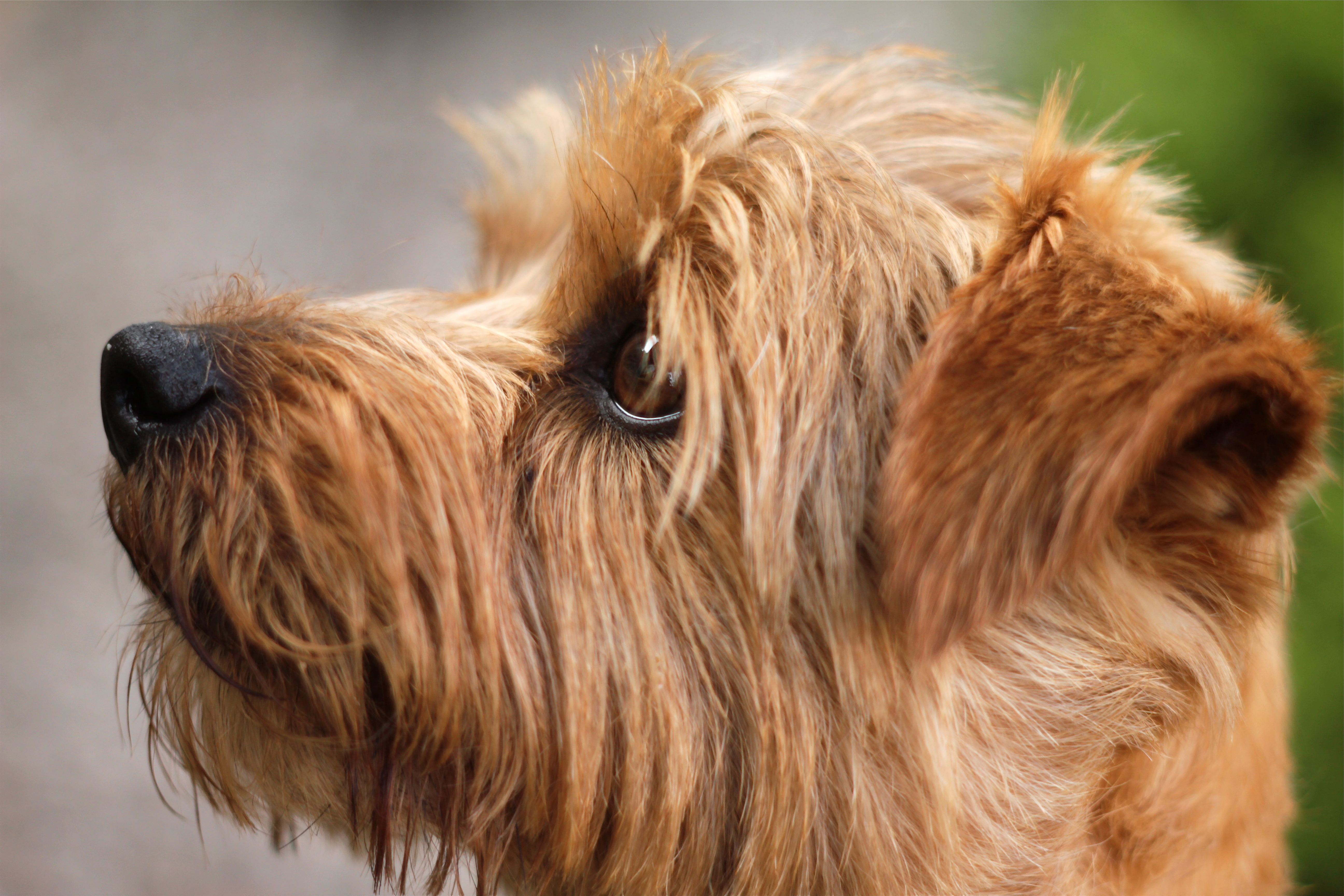
Pohled norfolk teriéra

Samotné jméno tohoto psího plemene napovídá, odkud pochází; z hrabství Norfolk. Jedná se o poměrně staré psí plemeno, o jehož původu nemáme žádné informace. Přesto se podle vzhledu dá soudit, že jejich předci byli cairn teriéři a dandie dinmont teriéři. První zmínky o norfolk teriérovi se začaly objevovat okolo roku 1800. V té době byli norfolk teriér a norwich teriér ještě bráni jako jedno plemeno a není divu, rozdíly mezi nimi jsou opravdu jen malé. V té době se tito psi často vyskytovali v okolí univerzity Cambridge, kde podobné psy také používaly jako krysaře. V roce 1932 pak tato dvě plemena uznal United Kennel Club, rozdělení se tato dvě plemena dočkala až za dlouhou dobu, konkrétně v roce 1964.
V Česku toto plemeno zastřešuje Klub chovatelů teriérů. Oficiální zkratka používaná v tuzemsku je NRT. Jedná se zde o poměrně známé a oblíbené plemeno, které je možné běžně potkat na veřejnosti. Existuje pouze jedna stanice.

## Vzhled
Jedná se o jednoho z nejmenších teriérů. Má dobře osvalené tělo a kostru spíše těžšího formátu. Ideální výška v kohoutku se pohybuje okolo 25 cm. Hmotnost je 6 až 8 kg. Srst, která pokrývá celé tělo, je středně dlouhá, na dotek tvrdá, drátovitá a zároveň rovná. Těsně přiléhá k tělu, které chrání před vodou i chladem. Nejběžnější je pšeničná barva, vyskytuje se ale i černotříslová nebo rezavá.
Mozkovna je široká, málo zakulacená. Stop je dobře vyznačený. Uši jsou umístěny daleko od sebe, malé až střední velikosti a ve tvaru písmene V. Je to poznávací znamení norfolků: jediný rozdíl mezi nimi a norwich teriéry je to, že norwichové mají uši vztyčené, zatímco norfolkové je mají volně spadající podél hlavy. Oči jsou oválného tvaru, hluboko uložené, duhovky tmavě hnědé nebo černé. Výraz ostražitý, bystrý a inteligentní. Pysky přiléhavé, chrup musí být nůžkový. Krk dobře osvalený, středně dlouhý. Srst na něm může být mírně delší než na zbytku těla. Hřbet je krátký a široký. Ocas je dlouhý, dříve se kupíroval, avšak v současnosti už tomu tak není. Nohy jsou krátké, svalnaté, zakončené kulatými tlapkami.

### Podobná plemena
- Norwich teriér: Norwich teriér a norfolk teriér jsou si velice podobní zbarvením, hmotností, výškou v kohoutku i typem srsti. Výrazný rozdíl je jen jediný a to jsou jejich uši, které jsou u norfolků volně spadající podél hlavy, zatímco u norwich teriérů je to naopak.
- Cairn teriér: Cairn teriér je pravděpodobným předkem tohoto psího plemeno, proto jsou si tato dvě plemena podobná. Hlavní rozdíl tkví v tom, že cairn teriér má na hlavě hustší a tak trochu "zježenou" srst. Taktéž je těžší a větší.

## Povaha

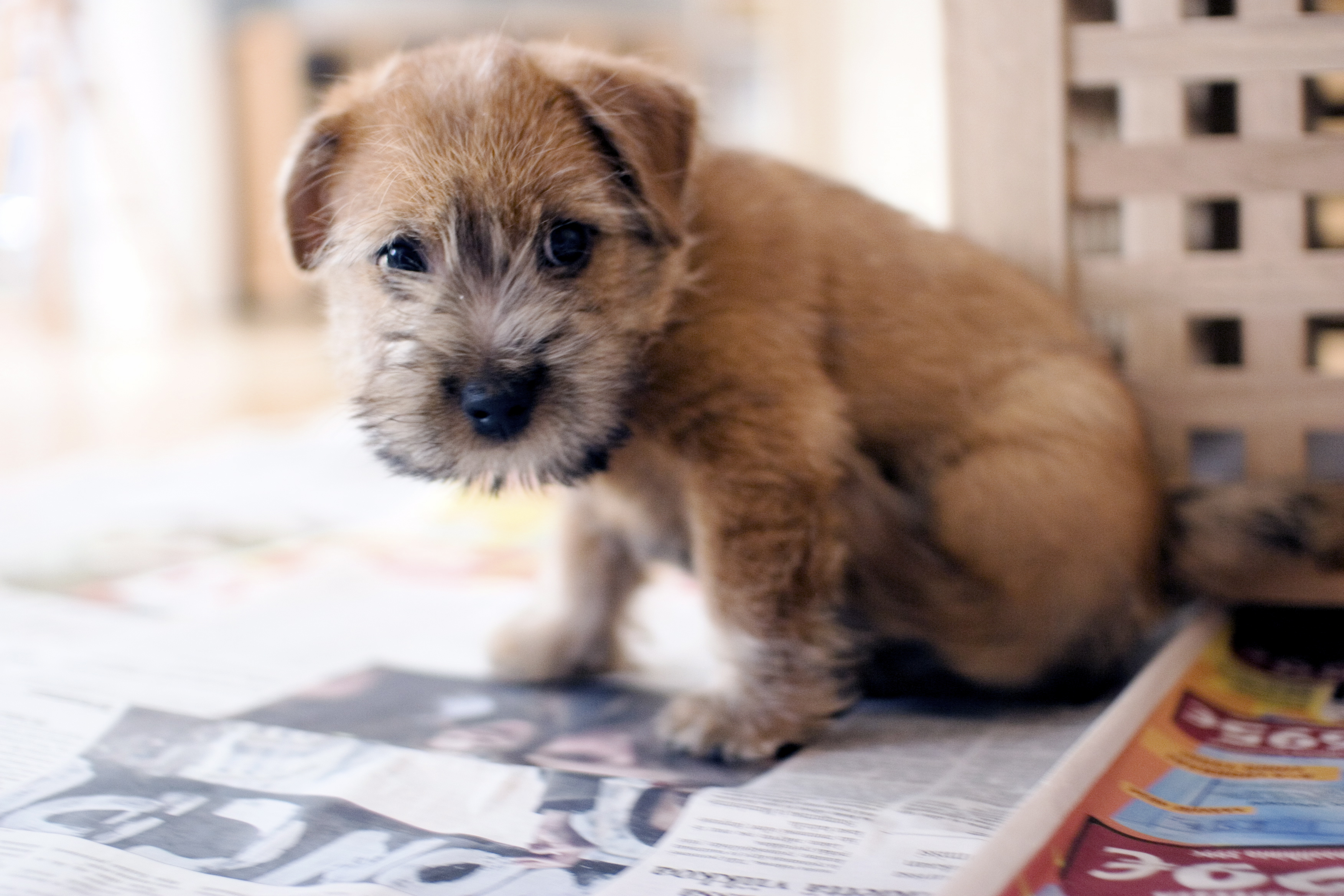
Štěně

Povahově se nejedná o pravé teriéry: nejsou nepřátelští vůči jiným psům ani uštěkaní a bojovní. Jedná se o přátelské, milé, hravé a nekonfliktní psy, kteří dokáží velmi dobře spolupracovat s jinými psy. Je pozorný, odvážný a ostražitý, vůči cizím není agresivní, ale spíše jen odtažitý. Vůči své vlastní rodině je milující, přátelský a mnohdy je na ni i fixován. Není to "pes jednoho pána", dokáže respektovat více lidí včetně dětí. Jeho vztah k dětem je obvykle vstřícný, ale dobře si pamatuje, kdo mu dříve (třebaže omylem) ublížil. S jinými zvířaty nevychází příliš dobře, hlavně co se týče hlodavců, které má sklony lovit. Větší domácí zvířata většinou ignoruje, ale za těmi lesními se neváhá pustit. Přestože neimponuje velikostí, je to dobrý hlídač: na každého kolemjdoucího hlasitě upozorní a v případě ohrožení je schopný bránit rodinu i její majetek.